# Karsai Ildikó
Karsai Ildikó (Makó, 1954. május 15. –) magyar grafikusművész. Édesanyja, K. Volent Irén rajztanár volt.

## Életpályája
1972–1976 között Szegeden tanult a Tömörkény István Művészeti Szakközépiskola grafika szakán, ahol Magos Gyula tanítványa volt, de hatást gyakorolt rá Kopasz Márta, Szalay Ferenc és Fritz Mihály is. A Tanárképző Főiskolán Lelkes István, Szathmáry Gyöngyi és Dér István oktatta. 1976-ban egy adriai utazáson vett részt. A tenger látása rendkívül mély benyomást tett rá; ebből születtek a tenger ihlette rajzok. 1977 óta kiállító művész. 1977–1988 között a Makói Grafikai Művésztelepen dolgozott. A Képzőművészeti Főiskola (1978–1982) 4 éves művésztanári szakán Bráda Tibor, Patay László, Czifka Péter és Kocsis Imre egyengették pályáját. 1984-ben egy hónapot töltött a kőszegi művésztelepen. 1989–2006 között a Makói Művésztelep tagja volt. 1993-ban Olaszországban járt. 1996–2005 között a Makói Grafikai Alkotótelepen tevékenykedett. 2007-től a Natura Marosmenti Művésztelep vezetője. 2017-ben nyugdíjba vonult.
Tagja a Magyar Alkotóművészek Országos Egyesületének és a Magyar Védjegy Egyesületnek.

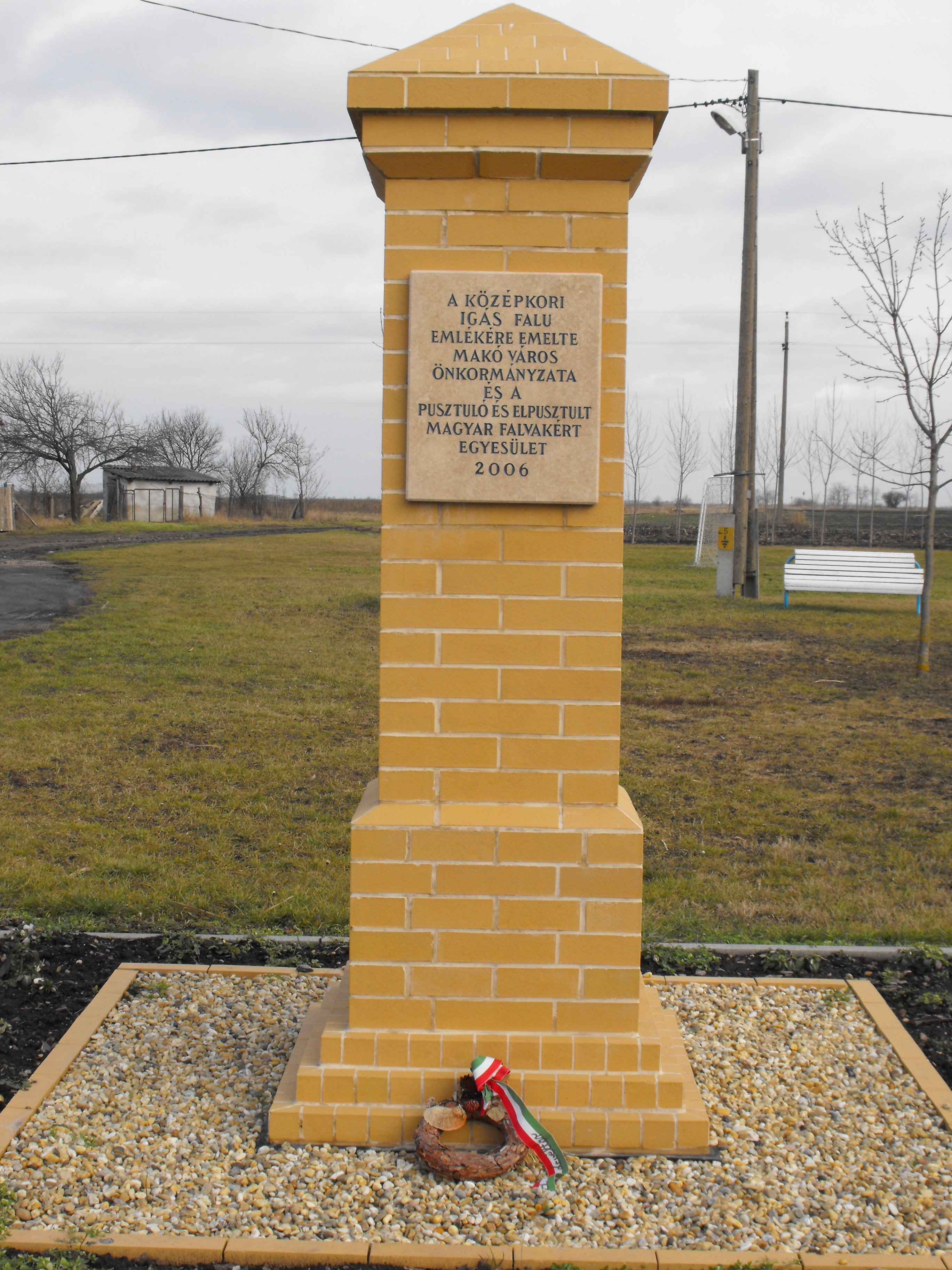
Igási emlékoszlop (2006)

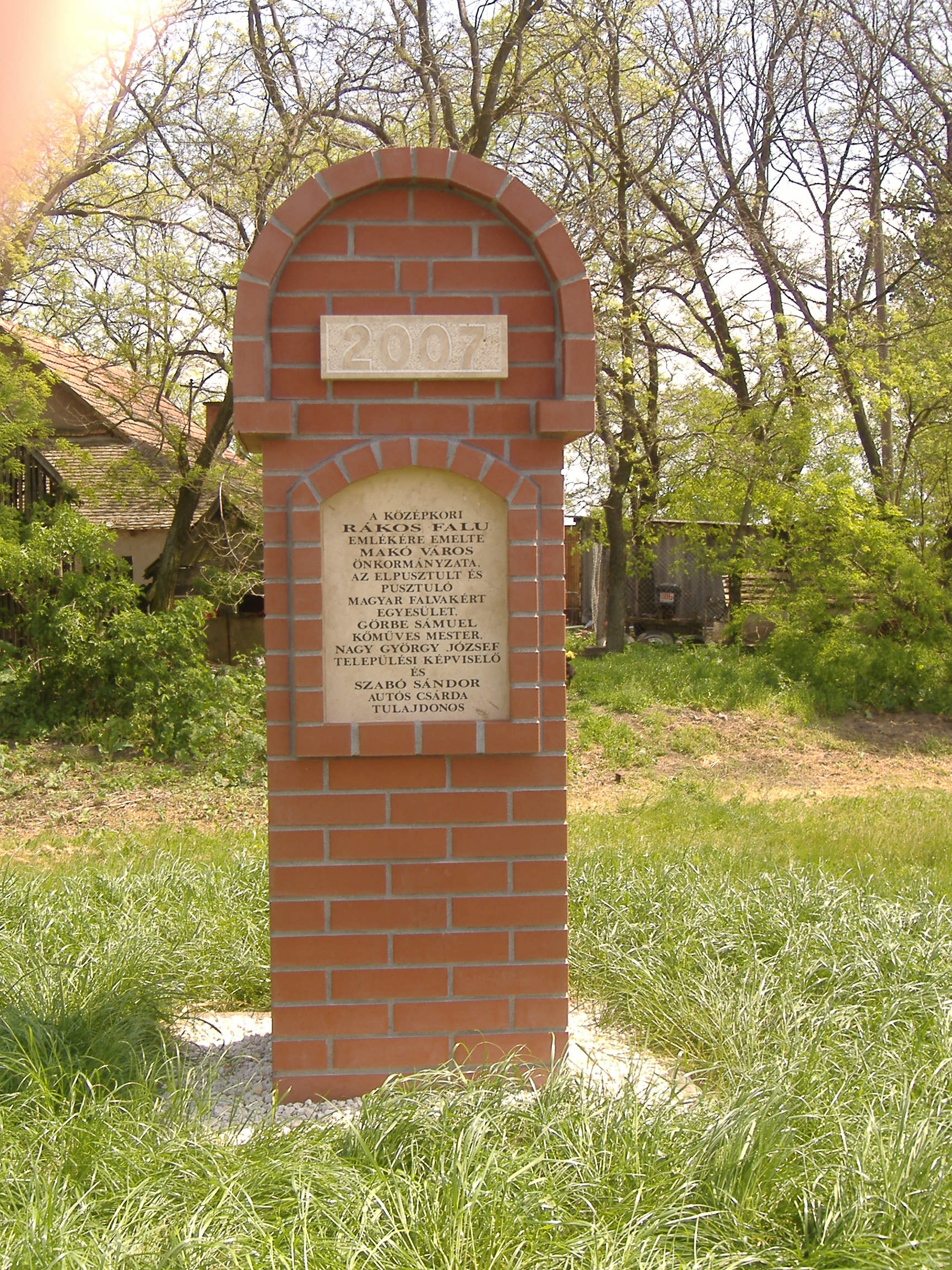
Rákosi emlékoszlop (2007)

## Kiállításai

### Egyéni
- 1977, 1981, 1987, 1991-1993, 1995-1996, 1998, 2000-2004, 2007 Makó
- 1981, 2003 Budapest
- 1982 Szombathely
- 1983, 2004, 2008 Szentes
- 1994 Szeged, Balassagyarmat
- 2003-2004, 2008 Szeged

### Válogatott, csoportos
- 1977-1983, 1986, 1988-2003, 2007-2010 Makó
- 1983, 1994, 2003, 2005, 2009 Szeged
- 1984 Budakalász
- 1991-2006 Makói Művésztelep munkkiállításai (Makó)
- 1994-1995 Makói Grafikai Művésztelep retreospektív kiállításai
- 1994 Pécs
- 1995 Miskolc
- 1996-2005 Makói Grafikai Alkotótelep munkakiállításai (Makó)
- 1997, 2000, 2002 Budapest
- 2002, 2005, 2007 Hódmezővásárhely

## Köztéri munkái
- Ivókút (Szent István tér, Makó; 2002)
- Városkapu (Makó; 2004)
- Igási emlékoszlop (Igás; 2006)
- Rákosi emlékoszlop (Makó-Rákos; 2007)

## Díjai
- Pedagógus Képzőművészek megyei kiállítása I. díj (1979)
- Csongrád Megyei Tanács művészeti ösztöndíja (1989)
- I. Városnapi Kiállítás Makó, Alkotói díj (1992)
- Eötvös József Alapítvány művészeti ösztöndíja (1992)
- Makói Művésztelep, Alkotói díj (1995, 1997)
- Csongrád Megyei Közgyűlés, Alkotói díj (1996)
- „Makó városért” Alkotói díj (2006)